# Paratanais linearis
Paratanais linearis är en kräftdjursart som beskrevs av William Aitcheson Haswell 1884. Paratanais linearis ingår i släktet Paratanais och familjen Paratanaidae. Inga underarter finns listade i Catalogue of Life.